# Defne Samyeli

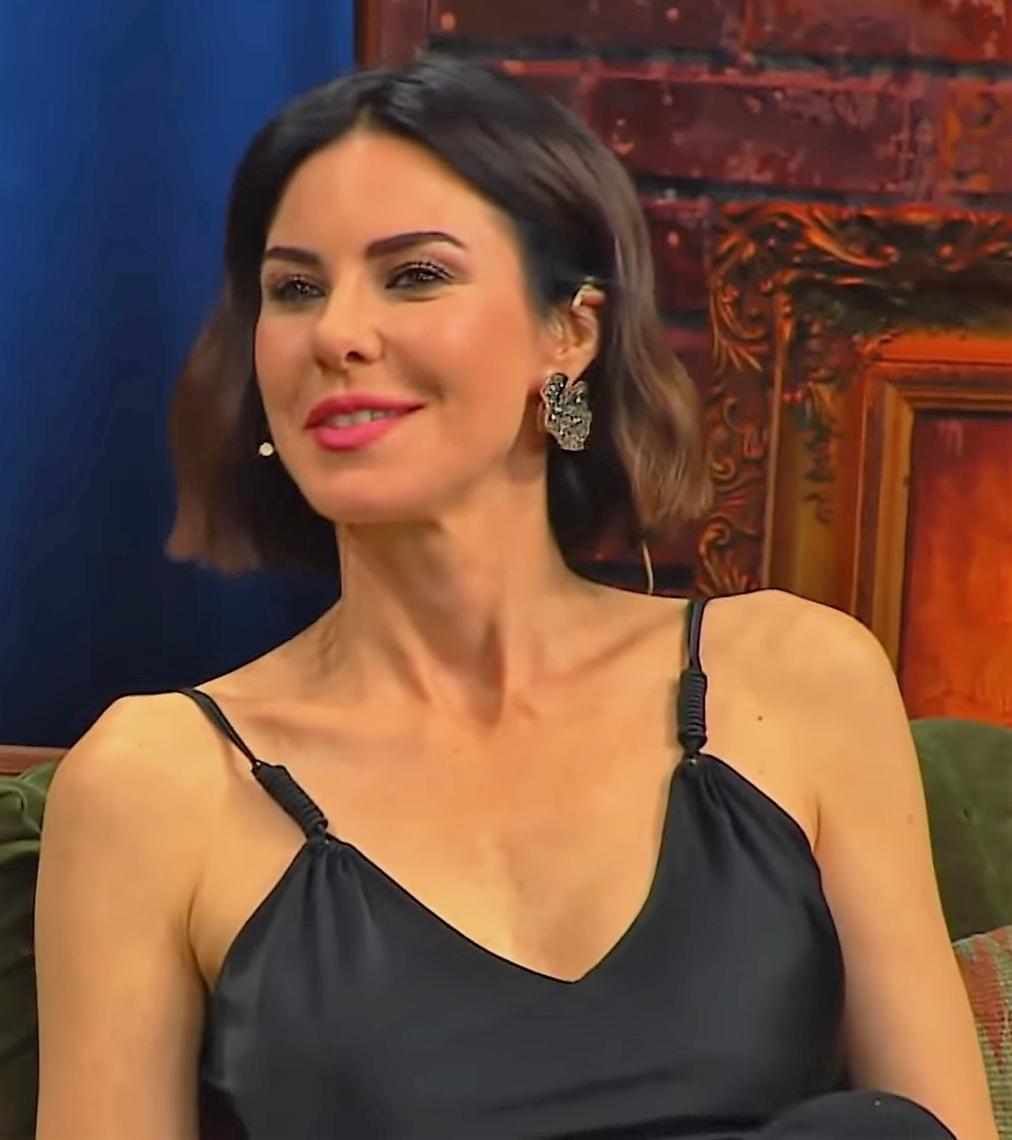
Defne Samyeli

Defne Samyeli (* 17. März 1972 in Istanbul) ist eine türkische Schauspielerin, Sängerin und Fernsehmoderatorin.

## Leben und Karriere
Samyeli wurde als erstes Kind des  Admirals Haluk und der Hotelmanagerin Sendegül geboren. 1991 belegte sie beim Miss Turkey den dritten Platz.
Außerdem brachte sie 1994 ihr Album Tek Başına raus. Sie studierte an der Boğaziçi Üniversitesi. Danach arbeitete sie als Nachrichtenreporterin im Hauptnachrichtenmagazin von Kanal D unter der Leitung von Tuncay Özkan. 2010 moderierte sie die Sendung Defne Her şey Bambaşka auf ATV.
Ihr Debüt als Schauspielerin gab sie 2013 in der Fernsehserie Babam Sınıfta Kaldı. Von 2015 bis 2016 spielte sie in Tal der Wölfe – Hinterhalt mit. Danach veröffentlichte Samyeli 2019 ihre Single Ağla Ağla. Zwischen 2020 und 2021 bekam sie in Sol Yanım eine Hauptrolle.

## Filmografie
Filme
- 2023: Prestij Meselesi

Serien
- 2013: Babam Sınıfta Kaldı
- 2015–2016: Tal der Wölfe – Hinterhalt
- 2017: İstanbullu Gelin
- 2020: Hekimoğlu
- 2020–2022: Sol Yanım
- 2022–2023: Aldatmak

## Moderation (Auswahl)

### Ehemalig
- 1991–1994: Salı Pazarı, Star TV (Türkei)
- 1992–1993: İyi Günler Türkiye, Star TV
- 1996–1999: Defne Samyeli ile Gecenin İçinden, Kanal D
- 2002–2007: Show TV Ana Haber Bülteni, Show TV
- 2010: Herşey Bambaşka, ATV (Türkei)
- 2011: 45 Dakika, A Haber
- 2011: Söz Teması, A Haber

## Diskografie

### Alben
- 1994: Tek Başına

### Livealben
- 2023: Akustikhane Kayıtları

### Singles
- 2015: Son Arzum
- 2019: Ağla Ağla
- 2022: Abidin
- 2023: Kimse Sen Değil Ki
- 2024: Aşkın Ta Kendisiyim
- 2025: L-O-V-E
- 2025: I Put A Spell On You